# Isle de France (Mauritius)
Isle de France hay Đảo Pháp (Tiếng Pháp hiện đại: Île de France) là tên của đảo Mauritius và các vùng lãnh thổ phụ thuộc của nó từ năm 1715 đến năm 1810, khi khu vực này thuộc quyền của Công ty Đông Ấn Pháp và trở thành một phần thuộc Đế quốc thực dân Pháp. Dưới thời Pháp thuộc, hòn đảo này đã chứng kiến những thay đổi lớn. Tầm quan trọng ngày càng tăng của nông nghiệp dẫn đến việc chính quyền thuộc địa cho nhập khẩu nô lệ và thực hiện các công trình cơ sở hạ tầng rộng lớn đã biến Port Louis thành một thủ phủ, hải cảng, kho bãi và trung tâm thương mại lớn.
Trong Chiến tranh Napoléon, Isle de France đã trở thành một căn cứ mà từ đó hải quân Pháp, bao gồm các hải đội dưới quyền Chuẩn đô đốc Linois hoặc Đại tá hải quân Jacques Hamelin, và các tàu cướp biển như Robert Surcouf, đã tổ chức các cuộc đột kích vào các tàu buôn của Anh. Các cuộc đột kích (xem Trận Pulo Aura và Chiến dịch Mauritius 1809–1811) tiếp tục cho đến năm 1810 khi người Anh gửi một đoàn thám hiểm mạnh mẽ đến đánh chiếm hòn đảo. Nỗ lực đầu tiên của Vương quốc Anh, vào tháng 08 năm 1810, nhằm tấn công Cảng Grand đã dẫn đến chiến thắng của Pháp, một chiến thắng được ghi dấu ấn lại trên Khải Hoàn Môn ở Paris. Một cuộc tấn công tiếp theo và lớn hơn nhiều được phát động vào tháng 12 cùng năm từ Rodrigues, đã bị đánh chiếm 1 năm trước đó. Người Anh đổ bộ với số lượng lớn ở phía Bắc của hòn đảo và nhanh chóng áp đảo người Pháp và họ đã đầu hàng (xem Cuộc xâm lược Isle de France). Trong Hiệp ước Paris (1814), người Pháp nhượng Isle de France cùng với các lãnh thổ của mình bao gồm Agaléga, Bãi cạn Cargados Carajos, Quần đảo Chagos, Rodrigues, Seychelles và Đảo Tromelin cho Vương quốc Anh. Sau đó, hòn đảo được hoàn nguyên về tên cũ là 'Mauritius'.